# Michael Portnoy

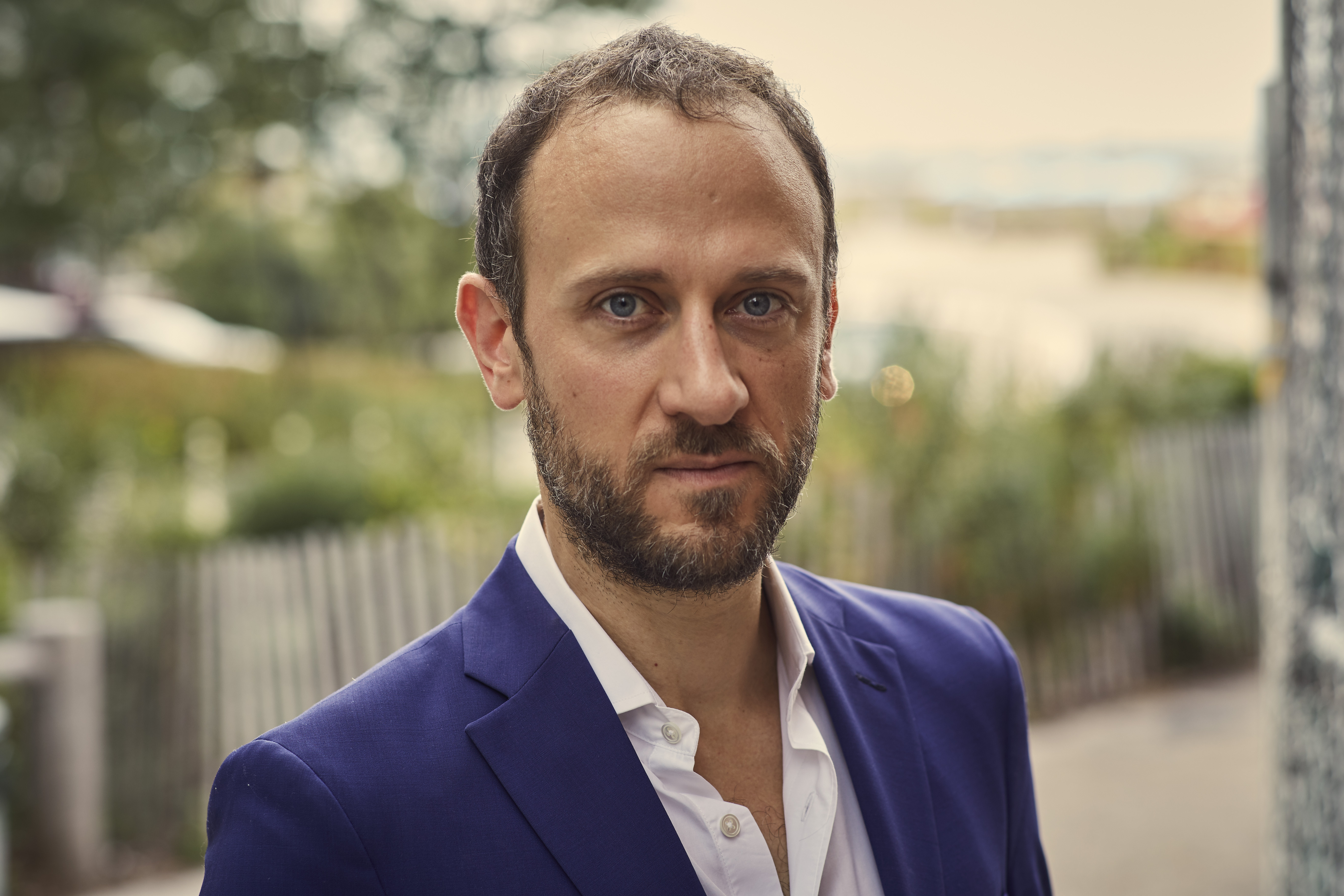
Michael Portnoy

Michael Portnoy (* 1971 in Washington, D.C.) ist ein US-amerikanischer Performancekünstler.

## Leben und Werk
Portnoy studierte Komparatistik und Kreatives Schreiben am Vassar College und machte eine Theaterausbildung am Eugene O'Neill Theatre Institut. Portnoy lebt und arbeitet in New York City, wo er verschiedene experimentelle Theaterprojekte gründete, die kurzfristig bestanden. Anschließend begann er im Bereich Performance tätig zu werden. Bei seinen aus dem Bereich Tanz und Stand-up-Comedy stammenden Performances setzt er eine Vielzahl von Medien ein, unter anderem Skulptur, Malerei, Schrift, Theater, Video. Bei manchen seiner Performances darf der Zuschauer mitmachen. Eines seiner Hauptthemen ist die Manipulation von Sprache und Verhalten.
Michael Portnoy ist auf zahlreichen Ausstellungen im In- und Ausland vertreten. Zu nennen sind: 2012 dOCUMENTA (13) in Kassel; 2013 The Kitchen, New York; 2014 Stedelijk Museum, Amsterdam; 2015 Centre Georges-Pompidou, Paris und 2016 Formerly known as Witte de With in Rotterdam.